# 市川宏 (中国文学者)
市川 宏（いちかわ ひろし、1937年（昭和12年） - 2014年（平成26年）6月12日）は、日本の中国文学者、法政大学名誉教授。

## 略歴
群馬県生まれ。東京都立大学卒、同大学院修士課程修了、法政大学第一教養部助教授、教授、2003年定年、名誉教授。古代から現代までの中国文学を翻訳紹介した。
2014年6月12日午前4時21分、尿管癌のため埼玉県新座市の自宅で76歳で死去した。

## 著書
- 『人物中国志 3 文学編 詩と志』毎日新聞社、1975年　のち徳間文庫「行動の詩人たち」
- 『韓非子 「法術」の極意をつかめ』ダイヤモンド社（シリーズ・歴史の発想）、1982年
- 『「戦国策」の知恵』講談社現代新書、1989年
- 『菜根譚一日一話 道を開き、心豊かに生きる知恵365』PHP研究所、1993年

### 共著
- 『韓非子の帝王学』小室直樹、西尾幹二共著 プレジデント社、1998年
- 『中国の群雄 戦国の知者』岡崎由美、草森紳一共著 講談社、1998年

### 翻訳
- 『中国の思想 第1 韓非子』西野広祥共訳　経営思潮研究会、1964年 のち徳間文庫
- 『中国の思想 別巻 中国の故事名言』和田武司共訳　経営思潮研究会、1966年 のち徳間書店
- 『毛沢東語録』和田武司共訳 河出書房新社、1966年
- 『世界文学全集 カラー版 第35巻（魯迅・老舎）』老舎「駱駝祥子」杉本達夫共訳 河出書房新社、1969年　のち『現代中国文学 4』（河出書房新社、1970）に収録
- 司馬遷『史記 1　覇者の条件』杉本達夫共訳 徳間書店、1972年 のち文庫
- 戴李陶『日本論』社会思想社、1972年　のち現代教養文庫
- 曽先之『十八史略 2　権力の構図』竹内良雄共訳 徳間書店、1975年 のち文庫
- 『古代の思想 諸子百家』さ・え・ら書房（中国の古典文学）、1977年
- 『世界文学全集 45（老舎・茅盾）』「腐触」（茅盾）学習研究社、1978年
- 『三国志 3 自立への構想』山谷弘之共訳 徳間書店、1979年
- 『現代中国文学選集 1 王蒙 淡い灰色の瞳・他』牧田英二共訳 徳間書店、1987年
- 劉恒『菊豆 Judou』徳間文庫、1990年
- 池莉『ションヤンの酒家』池上貞子、久米井敦子共訳 小学館文庫、2004年